# Faeto (Loro Ciuffenna)
Faeto è una frazione del comune italiano di Loro Ciuffenna, nella provincia di Arezzo, in Toscana.

## Geografia fisica
Il paese di Faeto si trova a 612 m s.l.m. sul fianco meridionale del massiccio del Pratomagno, quasi a picco sotto al borgo montano dell'Anciolina. È facilmente raggiungibile dalla strada provinciale dei Setteponti, che con i suoi 50 km da Reggello conduce ad Arezzo, sul tracciato dell'antica Cassia Vetus.
Il territorio su cui sorge il paese è di alta collina, con diffusi affioramenti rocciosi costituiti da macigno del Chianti, un tipo di arenaria. Il centro abitato è circondato da zone montuose in cui sono presenti vasti boschi di faggio, ai quali il paese deve il proprio nome, che, secondo Silvio Pieri, deriva dal latino fagus, che, in italiano, significa "faggio". Le formazioni arboree presenti negli immediati dintorni dell'abitato sono invece costituite principalmente da castagno, roverella e carpino nero. La sommità dei rilevi più prossimi è coperta da uniformi ericeti e brughiere, di grande valore ambientale e in passato regolarmente sfruttati per il taglio delle scope. A questo habitat e alla fauna associata si deve la designazione di un apposito SIC (sito di interesse comunitario) e ZPS (zona di protezione speciale) ai sensi delle direttive europee su habitat e uccelli.

## Storia
Il borgo corrisponde, secondo Emanuele Repetti, a «quel castello di Faeto o Faeta del circondario Aretino rammentato nel diploma concesso nel 1356 dall'imperatore Carlo IV alla città di Arezzo». Nel XII secolo la zona di Faeto, con tutta la vallata del Borro del Gattaio, è entrata a far parte del casato di Guicciardo da Loro. Dal Cinquecento, insieme a Pratovalle, apparteneva al comune dell'Anciolina, alla cui economia contribuiva, insieme al mulino ad acqua di Pratovalle, sull'Agna di Pratovalle, con i frantoi per le olive, inesistenti a quote più alte. Nel 2024 la piazzetta posta di fronte alla chiesa di Santa Maria Assunta e all'ex canonica è stata intitolata a don Dante Ricci (piazzetta don Dante Ricci).

## Monumenti e luoghi d'interesse

### Architetture religiose

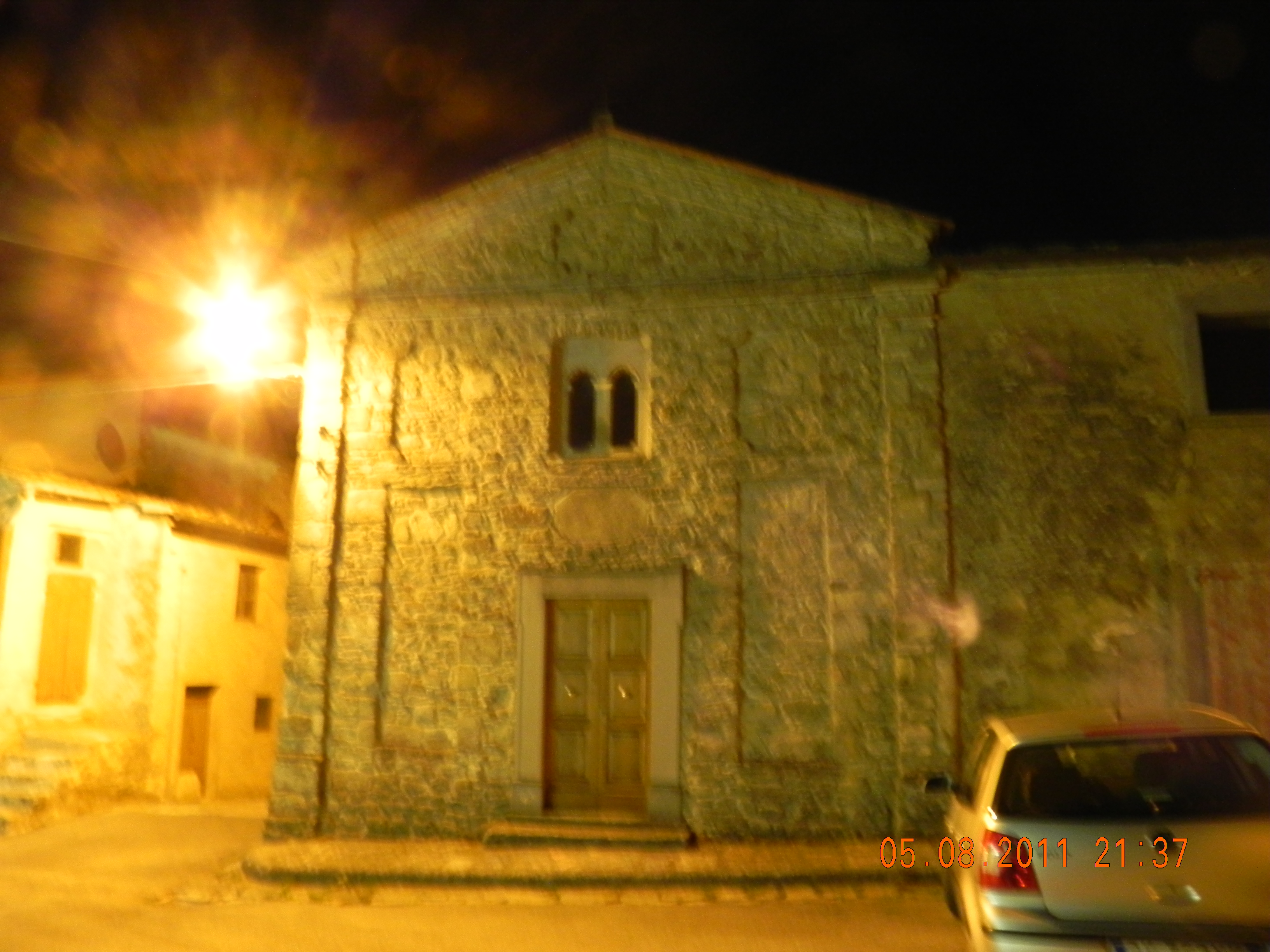
Facciata della chiesa di Santa Maria Assunta

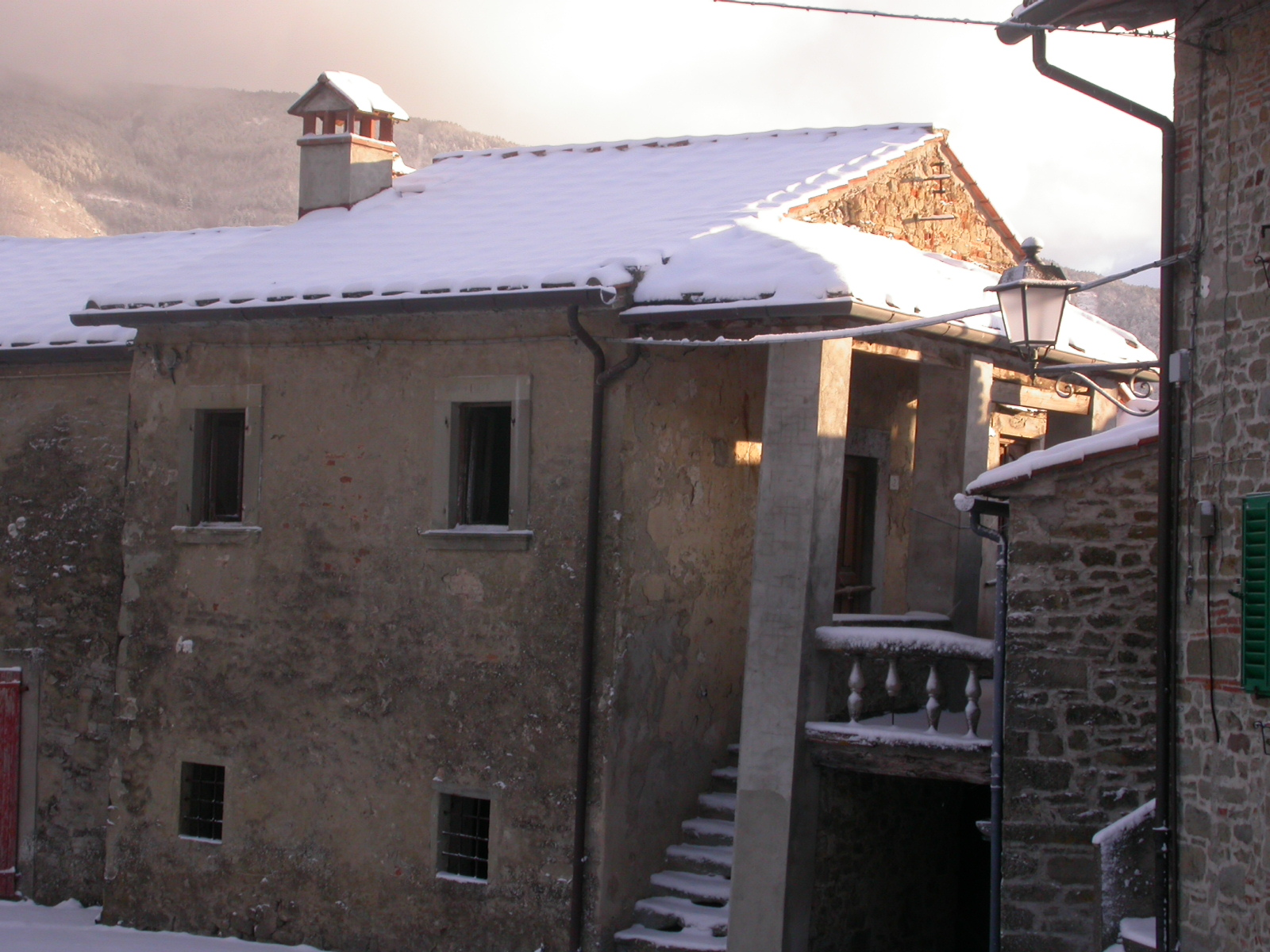
Ex canonica innevata

L'edificio principale del borgo è la chiesa di Santa Maria Assunta, la cui presenza è attestata almeno dal 1240 e che fu ricostruita nel Settecento. La chiesa presenta una semplice facciata ritmata da lesene e con un timpano alla sommità, e sul retro un campanile a vela con due piccole campane. All'interno è conservata una pala d'altare, opera di Neri di Bicci raffigurante l'Assunzione della Vergine con i santi Fabiano, Sebastiano, Tommaso, Angeli e il committente, realizzata tra 1475 e 1485 per la chiesa dei Santi Fabiano e Sebastiano della Traiana. Trasferita in questa chiesa probabilmente all'inizio del XVIII secolo, ivi presente già dal 1734 e pesantemente ridipinta nel 1786 e degradatasi nel tempo, la pala è stata restaurata tra il 2008 e il 2011.
L'edificio attiguo alla chiesa di Santa Maria Assunta è l'ex canonica. All'esterno del piano terra della struttura è visibile il tracciato dell'abside della chiesa romanica precedente a quella attuale. Fino agli anni Settanta del XX secolo venne utilizzata regolarmente e, a partire da tale periodo, iniziò il lento abbandono dell'edificio. La parrocchia di Santa Maria a Faeto fu parrocchia autonoma fino al 1974, quando fu unita alla parrocchia di Santa Lucia a Pratovalle "aeque principaliter". Successivamente fu inglobata nella parrocchia di San Giustino a San Giustino Valdarno.
Il cimitero di Casamona e Faeto si trova a metà strada fra i due borghi e riunisce i defunti di entrambi i paesi.

### Monumento ai caduti
Il monumento, che in origine si trovava più spostato verso il circolo ricreativo CA.FA.PRA., ricorda i caduti della Prima guerra mondiale di Casamona e Faeto e della Seconda guerra mondiale di Casamona, Faeto, Pratovalle e Roveraia. Il testo in ricordo dei caduti della Prima guerra mondiale è il seguente: «Faeto e Casamone/ai caduti della grande guerra 1915 - 1918/Donarono con la loro vita grandezza e gloria alla patria/Bruni Umberto/Casini Gino/Donnini Giovacchino/Gavilli Silvio/Pentupoli Luigi/Pericoli Ferdinando». Il testo in ricordo dei caduti della Seconda guerra mondiale è il seguente: «Morirono causa la guerra 1940 - 45/Soldati/Bruni Guido/Fidanzati Giovanni/Pumari Umberto/Civili/Don Dante Ricci/Ghinassi Pietro/Mori Rinaldo/Valentini Giuseppe/Verzucoli Emilio/Verzucoli Ottavio/Videschi Anna». Fra i caduti del secondo conflitto mondiale c'è don Dante Ricci, parroco di Casamona, Faeto e Pratovalle, che fu fucilato l'11 luglio 1944 per non aver rivelato alle S.S. i nomi delle persone da lui ospitate nell'ex canonica del paese.

## Società

### Evoluzione demografica
La frazione di Faeto nel 1980 contava 32 abitanti e la parrocchia, comprese Casamona e Pratovalle, 92 abitanti. Intorno al 1830 la popolazione della parrocchia ammontava a 289 abitanti. Nel 1841, nell'area di Casamona e Faeto, c'erano 320 residenti, suddivisi in 52 nuclei familiari. Al censimento del 2011 il paese contava 17 abitanti.

### Tradizioni e folclore
La sera del 14 agosto, per la festa di Santa Maria Assunta, patrona del paese, dopo che i due gruppi di fedeli di Casamona e Pratovalle sono lentamente confluiti a Faeto, viene celebrata la messa nella piazzetta don Dante Ricci.

## Geografia antropica

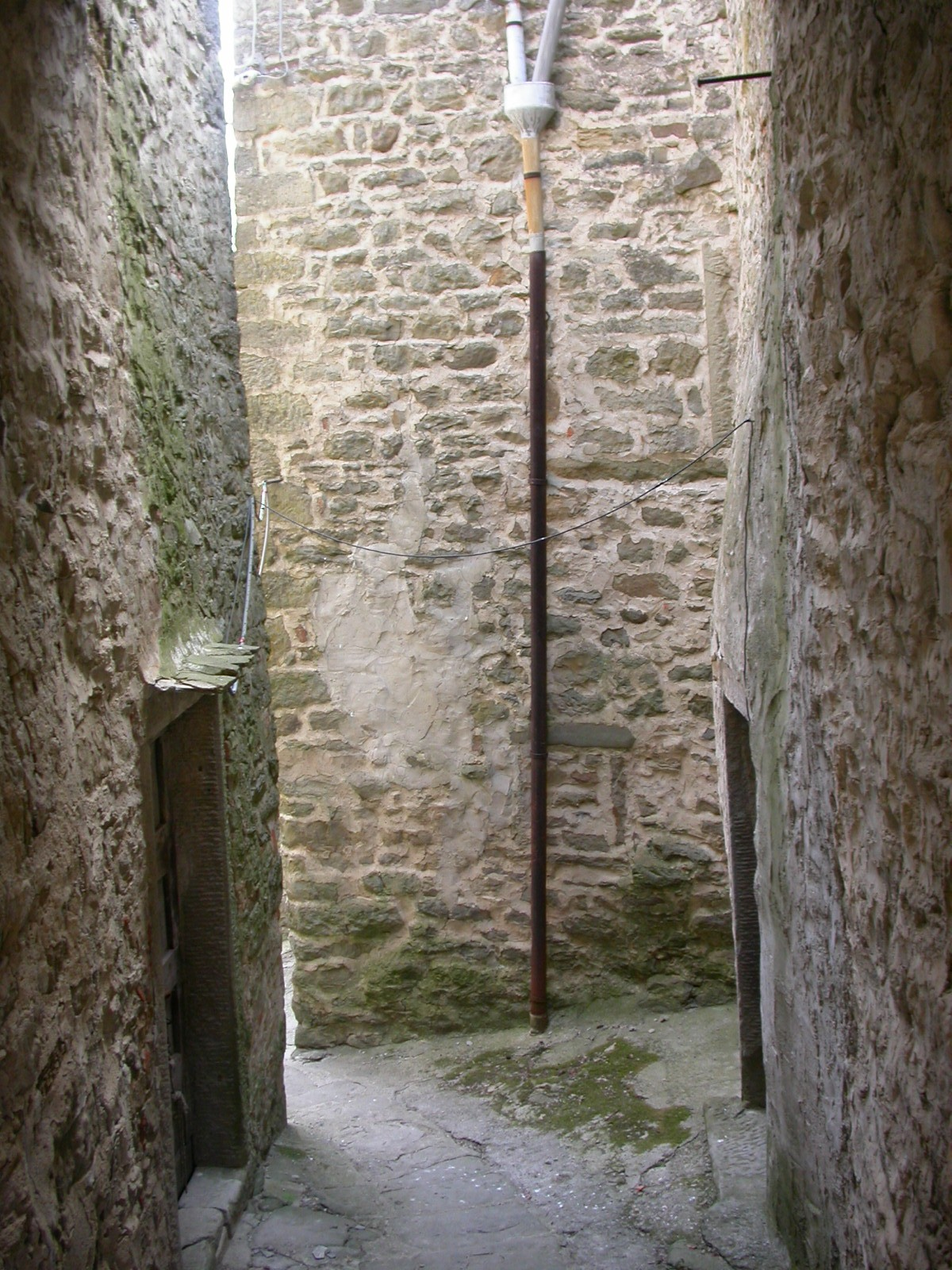
Vicolo del "borghetto"

Il "borghetto" è la parte più antica del paese ed è caratterizzata da stretti vicoli interni su cui si affacciano tipiche case in pietra. La maggior parte delle abitazioni sono abbandonate in quanto sono state danneggiate dalle fiamme appiccate dai tedeschi in ritirata nel 1944 durante la Seconda guerra mondiale.

## Economia
Le attività del passato erano strettamente legate alla configurazione del territorio, con un'economia legata alle castagne e allo sfruttamento del legname. Modesti appezzamenti venivano coltivati a cereali, nei cosiddetti "pianelli" ricavati a ridosso del bosco; sempre limitata, e regolarmente falcidiata negli inverni più rigidi, la coltivazione dell'olivo, che qui trova il proprio limite altitudinale. Significativa anche la produzione di mele (particolarmente apprezzate nella varietà mela nesta) e di susine claudie di piccola pezzatura.
Una fonte molto importante di sostentamento era l'allevamento ovino, anche grazie ai non distanti pascoli montani. La "miccia" (asina) era il più diffuso mezzo di trasporto, per chi poteva permetterselo, e un fondamentale ausilio per tutti i lavori nel bosco. Al censimento del 1841, le professioni registrate per la parrocchia di Faeto, che comprendeva anche Casamona, erano: colono, operante, legnaiolo, carbonaio, garzone, guardia, tessitrice, filatrice, serva/servitore, proprietario, agricoltore possidente, attendente a casa.
Non vi sono attualmente vere e proprie attività economiche basate sulle risorse del territorio, se non il taglio del bosco talora effettuato a fini commerciali. La fruizione turistica dell'area avviene quasi esclusivamente su base giornaliera a partire da centri limitrofi. Peraltro, il fresco clima estivo consente oggi, fino circa dal 1960, un notevole e regolare ripopolamento stagionale del borgo, grazie per lo più all'afflusso di oriundi residenti nelle città vicine. Molto ricca la sentieristica locale. L'anello stradale San Giustino Valdarno - Pratovalle - Faeto è di continuo utilizzo anche da parte di numerosissimi ciclisti e cicloturisti.